# Неговонічкі
Неговонічкі (пол. Niegowoniczki) — село в Польщі, у гміні Лази Заверцянського повіту Сілезького воєводства.
Населення — 557 осіб (2011).
У 1975-1998 роках село належало до Катовицького воєводства.

## Демографія
Демографічна структура станом на 31 березня 2011 року:
|          | Загалом | Допрацездатний вік | Працездатний вік | Постпрацездатний вік |
| -------- | ------- | ------------------ | ---------------- | -------------------- |
| Чоловіки | 267     | 41                 | 198              | 28                   |
| Жінки    | 290     | 44                 | 176              | 70                   |
| Разом    | 557     | 85                 | 374              | 98                   |